# Tram del carrer Mossèn Jaume Via (Gelida)
El Tram del carrer Mossèn Jaume Via és una obra amb elements modernistes i noucentistes de Gelida (Alt Penedès) protegida com a Bé Cultural d'Interès Local.

## Descripció
Tram del carrer de Jaume Via que es troba comprès entre els carrers de Sant Jordi i de la Font. És un carrer paral·lel a l'eix més important de l'estructura urbana, format per habitatges a ambdós costats, generalment amb soterrani i un pati posterior, dintre d'una tipologia de construccions populars amb utilització d'elements de l'arquitectura eclèctica i modernista.